# Ешандан
Ешандан (фр. Échandens) — громада  в Швейцарії в кантоні Во, округ Морж.

## Географія
Громада розташована на відстані близько 85 км на південний захід від Берна, 7 км на захід від Лозанни.
Ешандан має площу 3,9 км², з яких на 29,2% дозволяється будівництво (житлове та будівництво доріг), 52,5% використовуються в сільськогосподарських цілях, 18,1% зайнято лісами, 0,3% не є продуктивними (річки, льодовики або гори).

## Демографія
2019 року в громаді мешкало 2733 особи (+24,7% порівняно з 2010 роком), іноземців було 28,4%. Густота населення становила 704 осіб/км².
За віковим діапазоном населення розподілялося таким чином: 20,4% — особи молодші 20 років, 59,2% — особи у віці 20—64 років, 20,4% — особи у віці 65 років та старші. Було 1239 помешкань (у середньому 2,2 особи в помешканні).
Із загальної кількості 1538 працюючих 27 було зайнятих в первинному секторі, 555 — в обробній промисловості, 956 — в галузі послуг.